# Aristeas de Proconeso
Aristeas o Aristeo de Proconeso (en griego, Ἀρίστεας Προκοννήσιος) fue un viajero y poeta griego de en torno al siglo VII a. C., supuestamente poseedor de poderes mágicos que le permitían salir del cuerpo (adoptando, según algunas fuentes, forma de cuervo) y volver a él cuando quisiera. Fue un devoto seguidor de Apolo e introdujo el culto al dios en Metaponto, en el sur de Italia. Inspirado por Apolo, Aristeas visitó los pueblos septentrionales que habitaban allende el mar Negro, y llegó a la tierra de los isedones, más allá de la cual se encontraban la de los arimaspos.
Heródoto informa de que falleció mientras trabajaba en el taller de un cardador de Proconeso. Cuando sus familiares acudieron para recuperar el cuerpo del difunto no encontraron rastro del mismo. Tras su muerte, un hombre dijo haberlo visto y hablado con él de camino a Cícico. Siete años después, se apareció de nuevo en Proconeso. Doscientos cuarenta años más tarde los habitantes de Metaponto afirmaron que Aristeas en persona se les apareció allí y les ordenó erigir un altar a Apolo y, junto a este, una estatua con el nombre de Aristeas de Proconeso. El paradoxógrafo Apolonio da la versión de que Aristeas se apareció, durante muchos años tras su muerte, en Sicilia. Esta sería la razón por la cual los sicilianos habrían construido un templo y celebrado sacrificios en su honor, venerándolo como a un héroe.
Aristeas escribió acerca de sus viajes un poema en tres libros titulado Arimaspea, que más tarde sería considerado una fuente fidedigna de información geográfica e histórica. Según la Suda, Aristeas también escribió una Teogonía en mil versos.